# Loxogramme lankokiensis
Loxogramme lankokiensis là một loài thực vật có mạch trong họ Polypodiaceae. Loài này được (Rosenst.) C. Chr. miêu tả khoa học đầu tiên năm 1934.